# گراهام برودبنت
گراهام برودبنت (انگلیسی: Graham Broadbent؛ زادهٔ ۱ ژانویهٔ ۲۰۰۰) تهیه‌کننده فیلم اهل کشور بریتانیا است.